# Aeroportul Eugene F. Correia - Ogle
Aeroportul Eugene F. Correia - Ogle (IATA: OGL, ICAO: SYGO) este un aeroport din Guyana ce deservește zona Georgetown. A fost numit după Eugene F. Correia⁠(d).
Situat la o altitudine de 3 m, aeroportul dispune de 1 pistă.

## Infrastructură

### Piste
Aeroportul dispune de o singură pistă. Pista 07/25 are suprafața de beton. 